# Lactobacillus vini
Lactobacillus vini è una specie di batterio appartenente alla famiglia delle Lactobacillaceae.